# Abdol-Hossein Sardari
Abdol-Hossein Sardari (* 1914 in Teheran; † 1981 in Nottingham; persisch عبدالحسین سرداری) war ein iranischer Diplomat, der während des Holocausts vielen Juden das Leben rettete; er wird oft als „Schindler des Iran“ bezeichnet. Sardari war der Onkel von Fereydoun Hoveyda.

## Leben
Abdol-Hossein Sardari studierte in der Schweiz Rechtswissenschaften und begann eine Laufbahn im diplomatischen Dienst des Iran. Seine wohl wichtigste Station sollte die iranische Botschaft in Paris werden.
Sardari leitete den konsularischen Dienst der iranischen Botschaft in Paris. Als die deutsche Armee 1940 Frankreich besetzte, wurde die iranische Botschaft nach Vichy an den neuen Sitz der französischen Regierung verlegt. Sardari blieb in Paris und leitete das neu eingerichtete französische Konsulat. In Paris gab es eine relativ große Gemeinde iranischer Juden. Nach der nationalsozialistischen Auffassung, dass Deutsche wie auch Iraner Arier seien, hatte das Dritte Reich mit dem Iran vereinbart, alle iranischen Staatsbürger vor deutschen Angriffshandlungen zu bewahren. Durch diesen Umstand war es Sardari möglich, die iranischen Juden zu schützen. Er argumentierte gegenüber den Deutschen, dass die Juden bereits 538 v. Chr. von Kyros II. aus der babylonischen Gefangenschaft befreit worden seien und den Iran schon lange verlassen hätten. Die heutigen iranischen Juden seien Iraner, die sich zwar zur mosaischen Lehre bekannten, im Grunde aber Arier seien. Sardari prägte für diese Gruppe den Begriff der „Djuguten“ im Gegensatz zu den „Jahuden“. Für die deutsche Besatzungsverwaltung waren damit alle iranischen Juden iranische Staatsbürger und damit sicher vor der Deportierung. Zunächst intervenierte Adolf Eichmann und bezeichnete die „Djuguten“ als eine Erfindung Sardaris. Sardari wandte sich an Friedrich-Werner Graf von der Schulenburg, den er von seiner Zeit als Gesandter in Teheran kannte. Von Schulenburg bestätigte, dass es sich bei den Djuguten um eine islamische Sekte mit mosaischen Traditionen handele. Er empfahl, die Sache nicht weiter zu verfolgen, um diplomatische Probleme mit dem Iran zu vermeiden.
Nach der anglo-sowjetischen Invasion des Iran im August 1941 wurde die iranische Regierung gezwungen, ihre Botschaften in den Ländern der Achsenmächte und in dem besetzten Frankreich zu schließen. Sardari bekam die Dienstanweisung, in den Iran zurückkehren. Sardari stellte bei der deutschen Militärverwaltung einen Ausreiseantrag in den Iran, der allerdings abgelehnt wurde. Obwohl Sardari seinen diplomatischen Status verloren hatte, entschied er sich, seine konsularische Arbeit unter dem Schutz der Schweizer Botschaft, die die diplomatischen Interessen des Iran von nun an vertrat, fortzuführen. Sardari gab weiter die im Tresor der ehemaligen iranischen Botschaft verbliebenen Pässe aus. In diesen Pässen waren keine Angabe zur Religionszugehörigkeit einzutragen, so dass die Passinhaber als Iraner und damit als Arier galten. Da ein Pass auch für ganze Familien ausgestellt werden konnte, geht man heute davon aus, dass Sardari damit 2000 bis 3000 Juden das Leben rettete.
Nach dem Ende des Zweiten Weltkriegs wurde Sardari Geschäftsträger an den iranischen Botschaft in Belgien. 1952, Mohammad Mossadegh war inzwischen Premierminister geworden, wurde Sardari von Außenminister Fatemi in den Iran zurückberufen, verhaftet und vor Gericht gestellt, da er während der Zeit der deutschen Besatzung in Frankreich unerlaubt iranische Pässe ausgestellt habe. Nach dem Sturz Mossadeghs kam Sardari aus dem Gefängnis frei, wurde vollständig rehabilitiert und wieder in den diplomatischen Dienst aufgenommen. Sein letzter Auslandseinsatz führte ihn nach Bagdad, an die iranische Botschaft im Irak. Als es am 14. Juli 1958 zum Sturz der Monarchie im Irak kam, verließ Sardari Bagdad und kehrte dem diplomatischen Dienst den Rücken. Abdullah Entezam-Saltaneh, ein Freund Sardaris aus Pariser Tagen, war Direktor bei der National Iranian Oil Company (NIO) geworden. Er holte Sardari in die NIOC. Sardari wurde Ende 1958 als NIOC-Repräsentant nach London entsandt. Dort blieb er bis zu seiner Pensionierung.
Nach der Islamischen Revolution 1979 drohte Sardari wie schon in der Zeit von Premierminister Mossadegh die Verhaftung. Die neuen iranischen Machthaber hatten seinen gesamten Besitz in Teheran beschlagnahmt und seine Rente gestrichen. Eine Zeitlang wohnte er völlig verarmt in einem Zimmer im Londoner Stadtteil Croydon. Später zog er vermutlich nach Nottingham, wo er angeblich 1981 verstarb. Fariborz Mokhtari beschreibt Sardari als den typischen Iraner, der keinen Unterschied zwischen der religiösen Zugehörigkeit eines Menschen macht: Here you have a Muslim Iranian who goes out of his way, risks his life, certainly risks his career and property and everything else, to save fellow Iranians. ... There is no distinction 'I am Muslim, he is Jew' or whatever.
Das humanitäre Engagement Sardaris wurde zum ersten Mal 2004 vom Simon Wiesenthal Center in Los Angeles geehrt.